# Visconde de Milhundos
Visconde de Milhundos é um título nobiliárquico criado por D. Luís I de Portugal, por Decreto de 26 de Janeiro de 1871, em favor de António Pereira de Sá Sotomaior. O actual titular é Pedro Miguel Rodrigues de Sottomayor Ataíde, nascido em Lisboa a 23 de Junho de 1981 (deliberação do Instituto da Nobreza Portuguesa de 15 de Março de 2018). 
Titulares
1. António Pereira de Sá Sotomaior, 1.º Visconde de Milhundos.
2. José António Pereira de Sá Sotomaior
3. António Maria Pereira de Sá Sottomayor
4. Maria Emília de Abreu de Lima de Sá Sottomayor
5. Miguel de Abreu Sottomayor de Azevedo Ataíde
6. Pedro Miguel Rodrigues de Sottomayor Ataíde